# Elatostema bomiense
Elatostema bomiense es una especie de planta del género Elatostema, perteneciente a la familia Urticaceae.

## Taxonomía
Elatostema bomiense fue descrita por Wen Tsai Wang y Z. Y. Wu en 2013.

## Distribución
Se encuentra en el territorio del Tíbet.